# Okrouhlička
Okrouhlička är en ort i Tjeckien.   Den ligger i regionen Vysočina, i den centrala delen av landet, 100 km sydost om huvudstaden Prag. Okrouhlička ligger 481 meter över havet och antalet invånare är 198.
Terrängen runt Okrouhlička är lite kuperad. Runt Okrouhlička är det tätbefolkat, med 257 invånare per kvadratkilometer. Närmaste större samhälle är Jihlava, 15,6 km söder om Okrouhlička. I omgivningarna runt Okrouhlička växer i huvudsak blandskog.